# Ludwig-von-Höhnel-Gasse
Die Ludwig-von-Höhnel-Gasse befindet sich im 10. Wiener Gemeindebezirk Favoriten. Sie wurde 1958 nach dem Afrikaforscher Ludwig von Höhnel benannt, der unter anderem den Rudolfsee entdeckt hat.

## Lage und Charakteristik

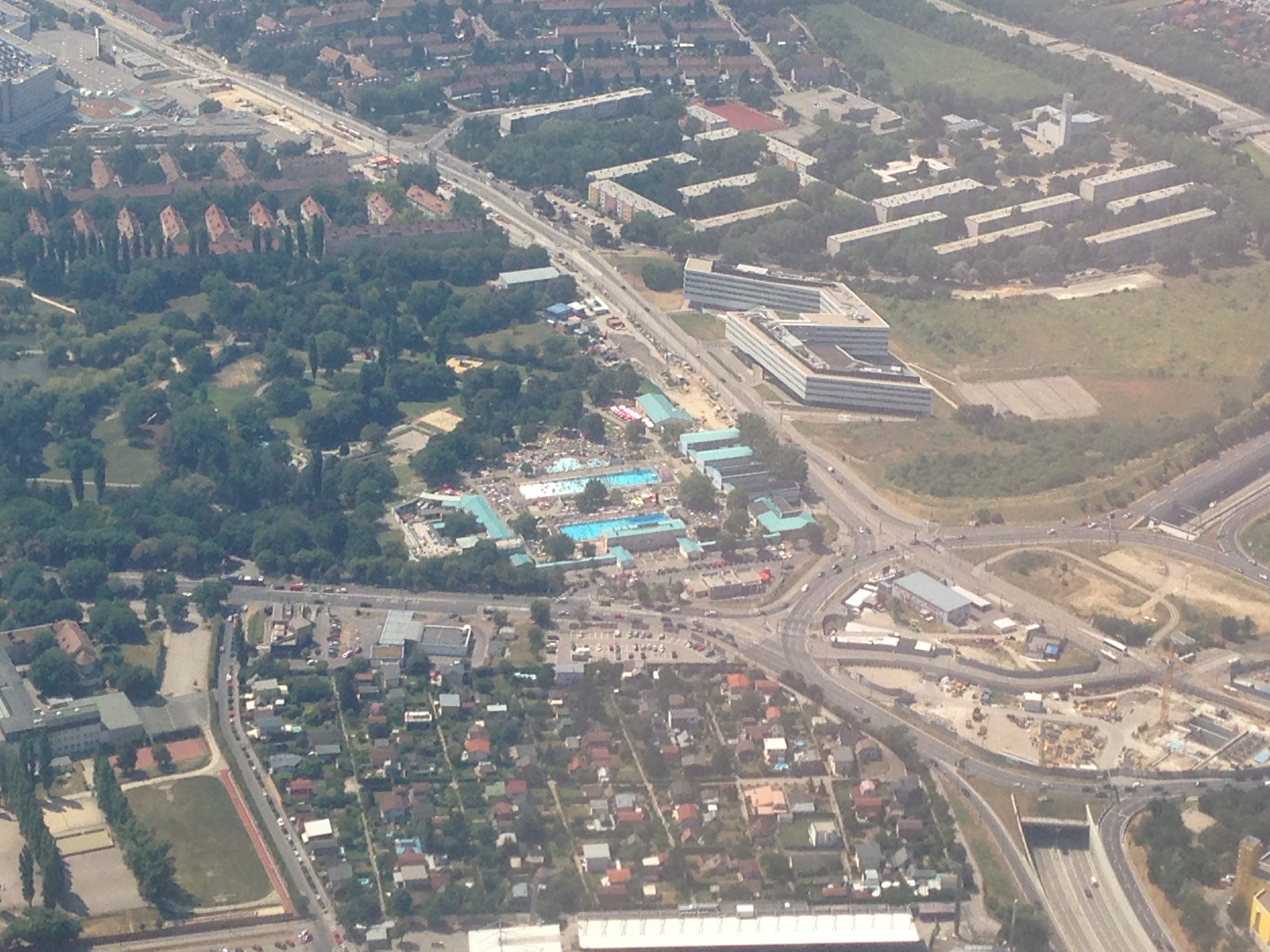
Mitte links die Ludwig-von-Höhnel-Gasse mit Laaerbergbad und Volkspark Laaerbarg

Die kurze, aber stark befahrene Ludwig-von-Höhnel-Gasse ist Teil der B225 und verkehrstechnisch von Bedeutung als Zubringerstraße zum Verteilerkreis Favoriten und damit zur Autobahn Südosttangente Wien. Sie beginnt beim Verteilerkreis, der den topografischen Namen Altes Landgut trägt, weist keine Wohnhäuser auf und geht bei Hausnummer 17–19 (die Neulandschule befindet sich abseits der Straße am ursprünglichen Gassenverlauf) als Verkehrsweg in die Endlichergasse über, die in die Theodor-Sickel-Gasse mündet. Einen Häuserblock nördlich dieser Einmündung befindet sich ein Reststück des alten Verlaufs der Ludwig-von-Höhnel-Gasse, das mittlerweile zur Florian-Geyer-Gasse gehört.
Im Hauptteil der Straße verkehrt die Autobuslinie 15A. Hier befindet sich auch ein Radweg. Obwohl südlich der Straße der Volkspark Laaerberg und in der Nähe Freizeiteinrichtungen liegen, ist die Ludwig-von-Höhnel-Gasse selbst aber wegen des starken Autoverkehrs für Fußgänger nicht angenehm begehbar.

## Bemerkenswerte Bauwerke

### Nr. 2: Laaerbergbad
Beim Verteilerkreis Favoriten am Südabhang des Laaer Berges liegt das etwa 6 Hektar große Areal des Laaerbergbades. Es wurde 1957–1959 nach einem Entwurf des Architekten Erich Franz Leischner gebaut und ist eines der am meisten besuchten Sommerbäder Wiens. Hier befindet sich ein Sportbecken, ein Sprungturm, ein Wellenbad und ein Kinderplanschbecken. Die künstlerische Ausstattung besteht außen aus vier je 15 m² großen ornamentalen Glasmosaiken von Josef Mikl, Karl Kreutzberger, Heinz Klima und Anton Krejcar aus dem Jahr 1959 an der Seite zur Favoritenstraße. Innen befinden sich zwei große keramische Reliefs Orientierungspläne von Leopold Schmid, ebenfalls von 1959. Die Rückwand der Duschen zieren die Mosaike Fische und Wasservögel von Ferdinand Kitt (1959). Die 2,30 Meter hohe Plastik Diskuswerfer aus Naturstein von Rudolf Beran wurde 1960 geschaffen. Spielplastiken in Pilzform mit Mosaik Windrose (1960) und Zwei Schildkröten (1961) stammen von Ladislaus Stecker und Othmar Jarmer.

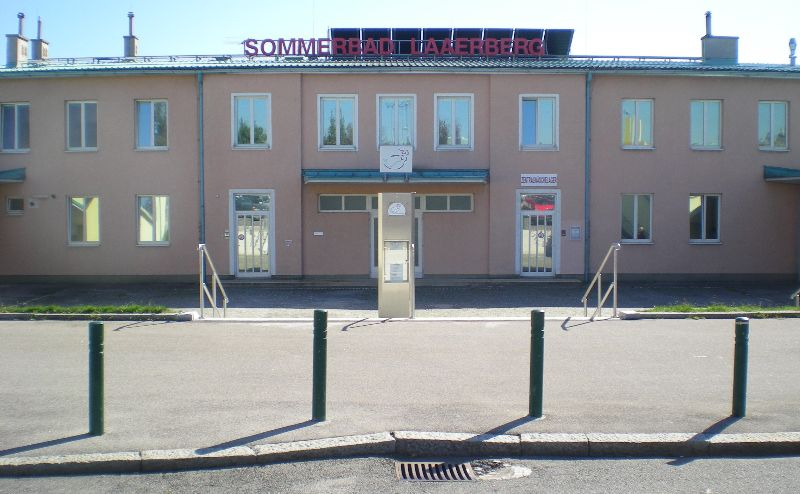
Verwaltungsgebäude
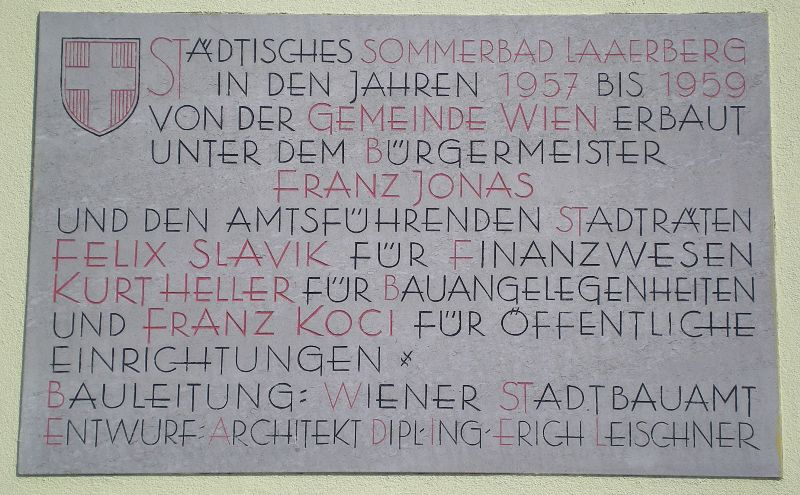
Gedenktafel
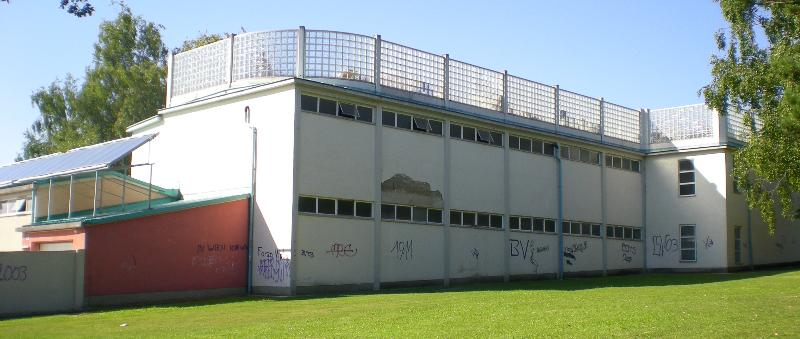
Garderobe mit Sonnenbad
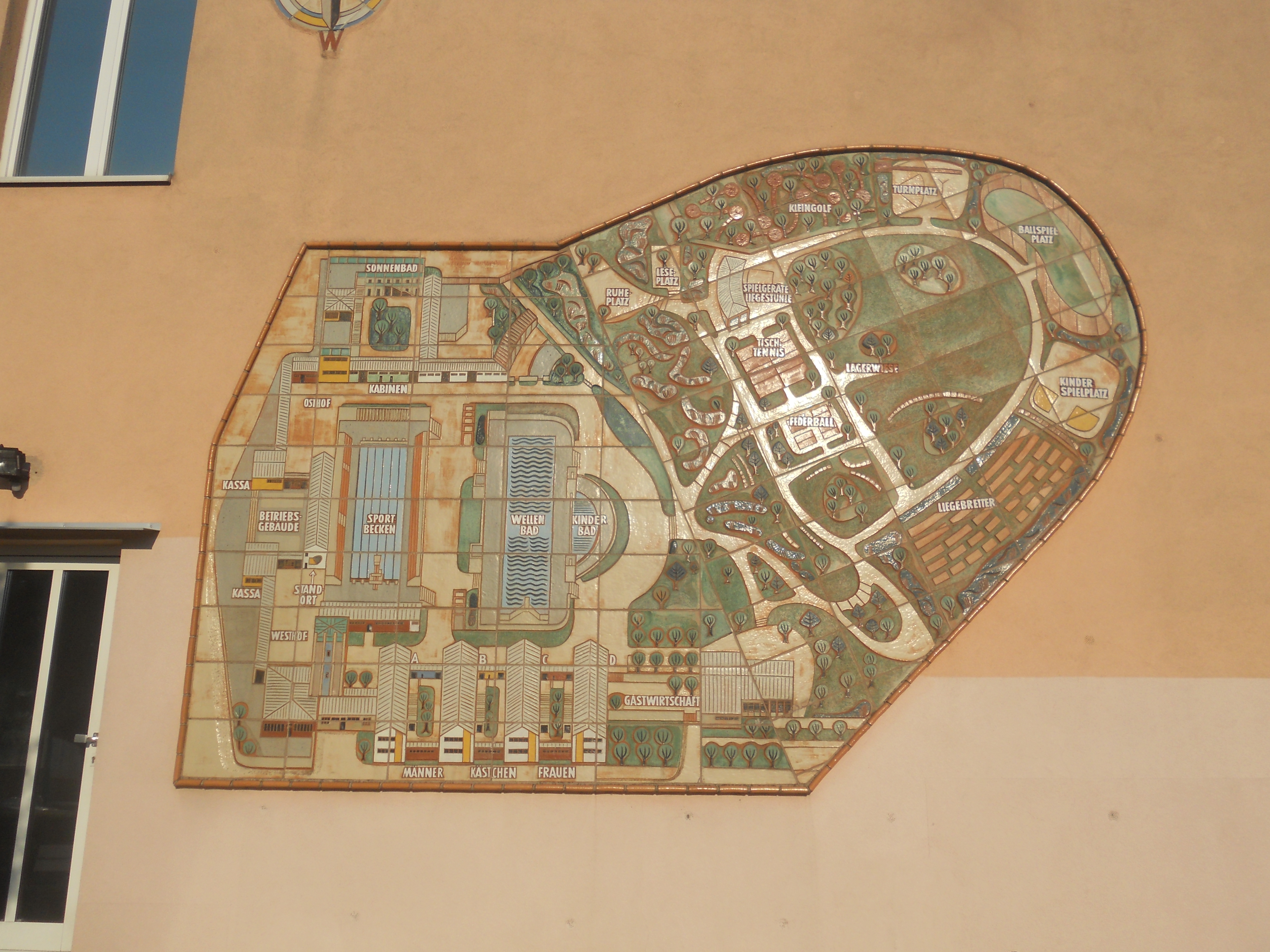
Orientierungsplan
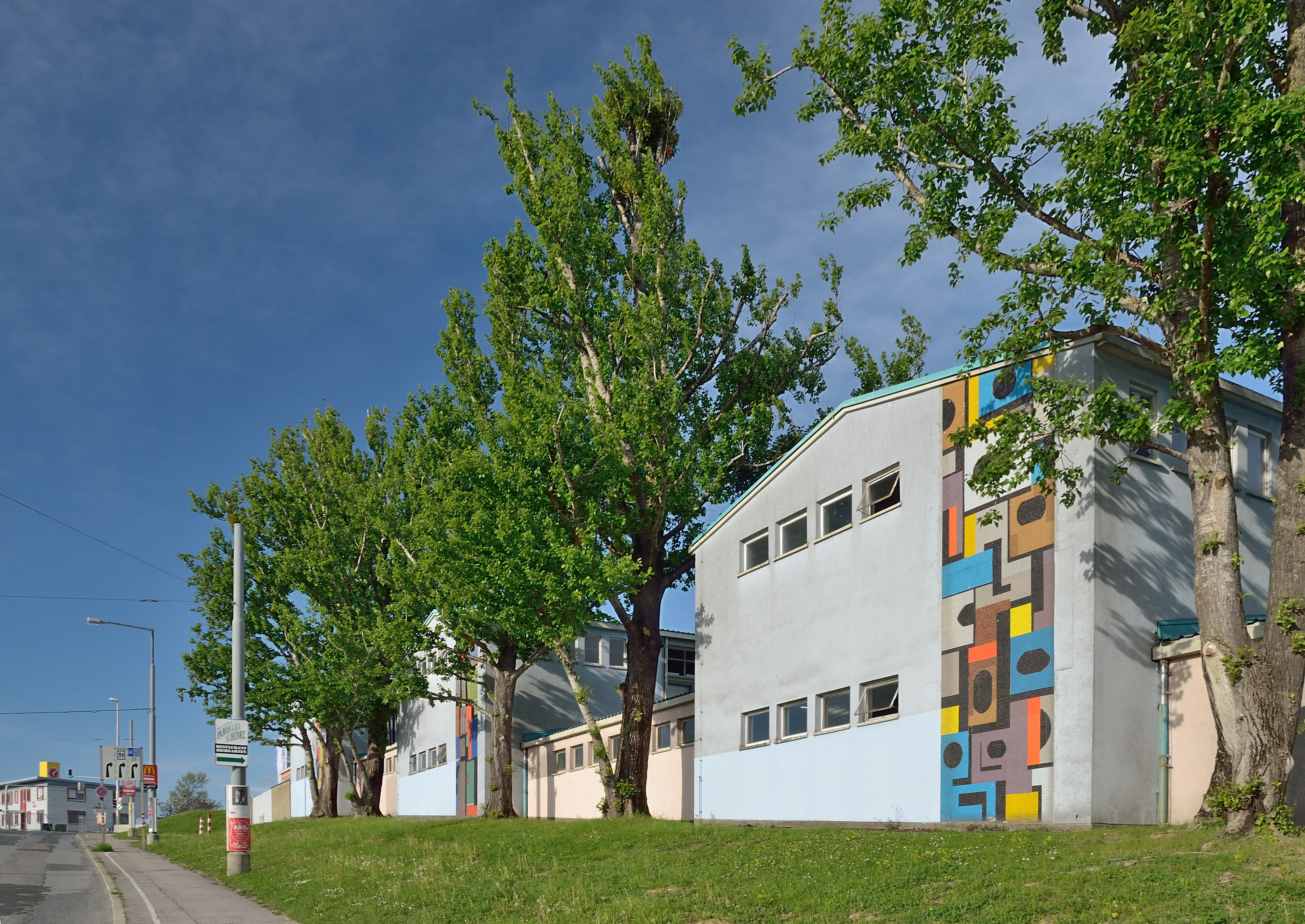
Mosaike an der Favoritenstraße
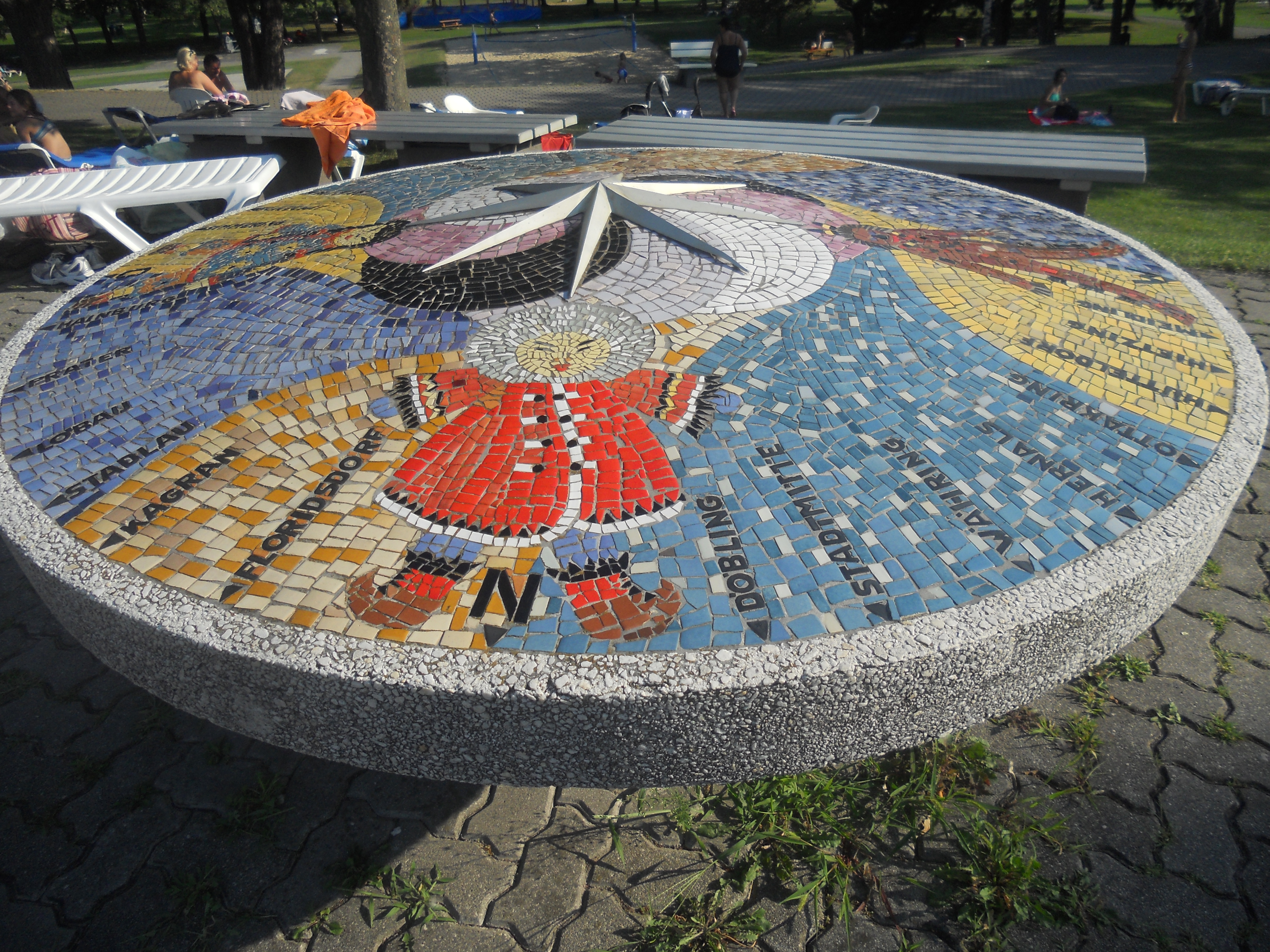
Mosaik mit Windrose
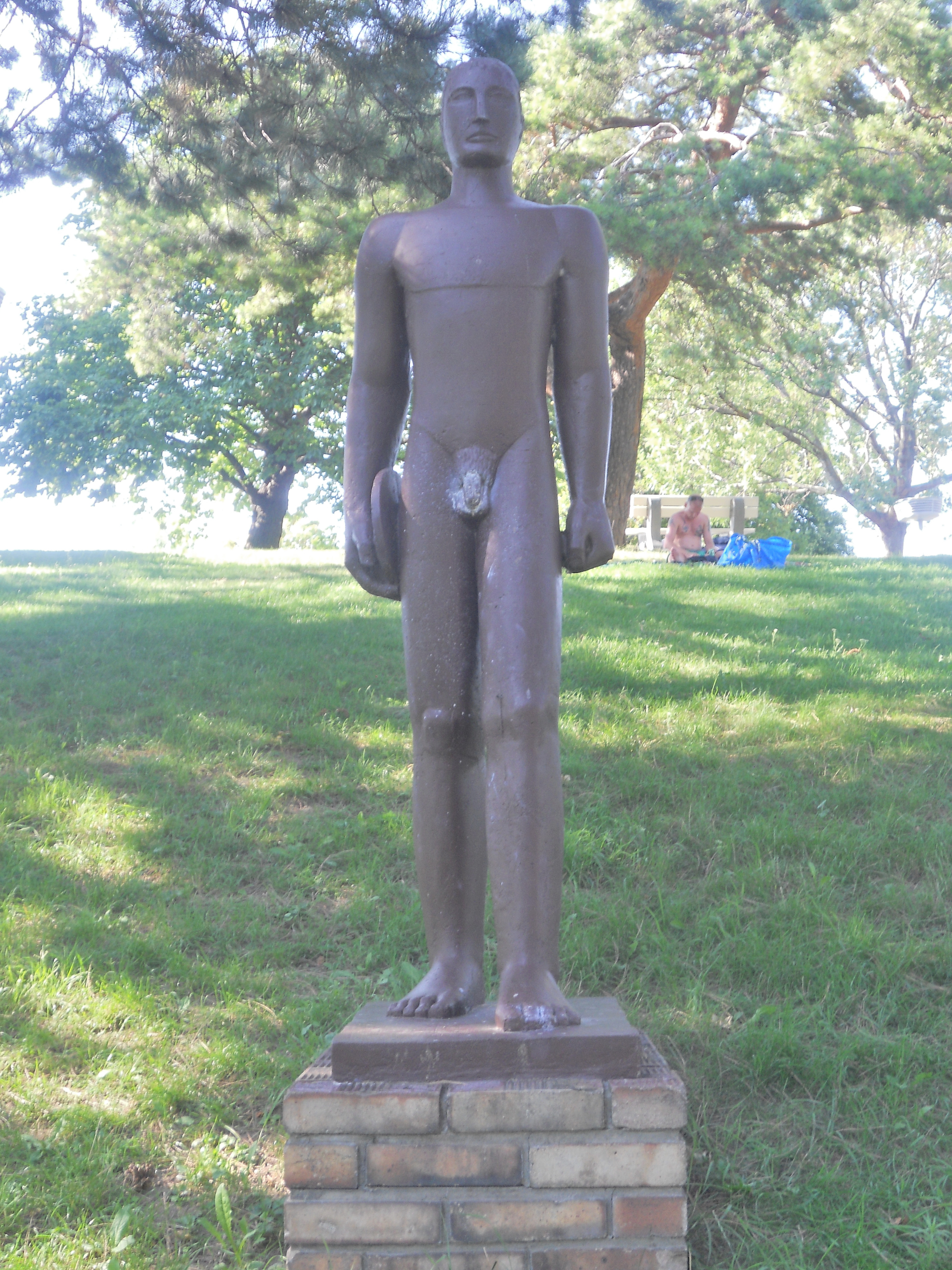
Skulptur Diskuswerfer

### Gradner-Kapelle
Vor dem Bad direkt an der Straße steht die 1828 errichtete gemauerte Gradner-Kapelle.

### Volkspark Laaerberg
Neben dem Laaerbergbad befindet sich steil abfallend am Südhang des Laaer Berges der große Volkspark Laaerberg, der als Teil des südlichen Wiener Wald- und Wiesengürtels ab dem Jahr 1932 und im Zuge des Badbaues besonders bis 1959 angelegt wurde. Der naturnahe Park besitzt in seiner Mitte den großen Volksparkteich. Im Gelände liegen Kinderspielplätze und eine öffentliche WC-Anlage. In der Nähe des Teichs steht ein Obelisk von Helmut Leherb mit Reliefschmuck auf zwei Seiten, der Tag und Nacht symbolisiert.

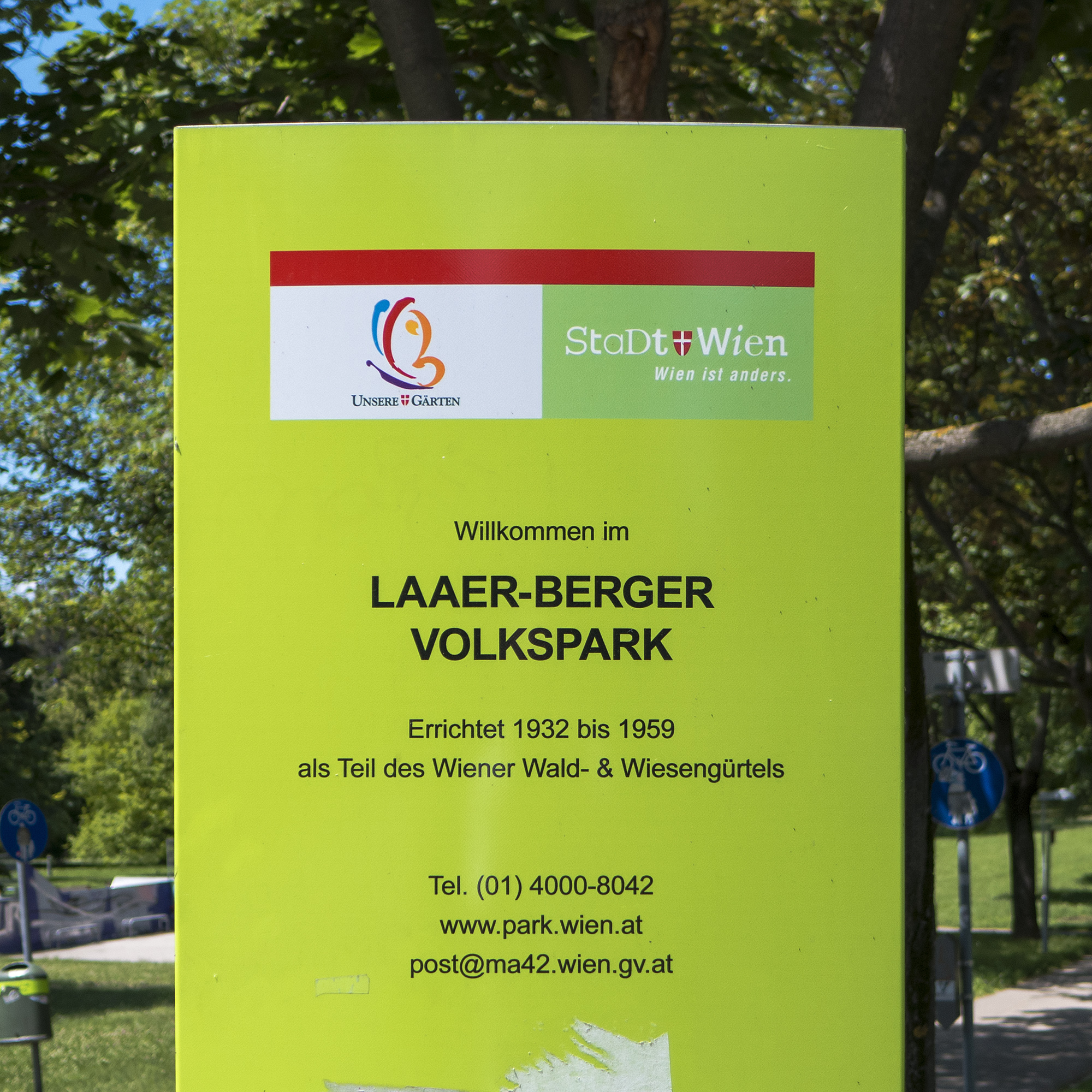
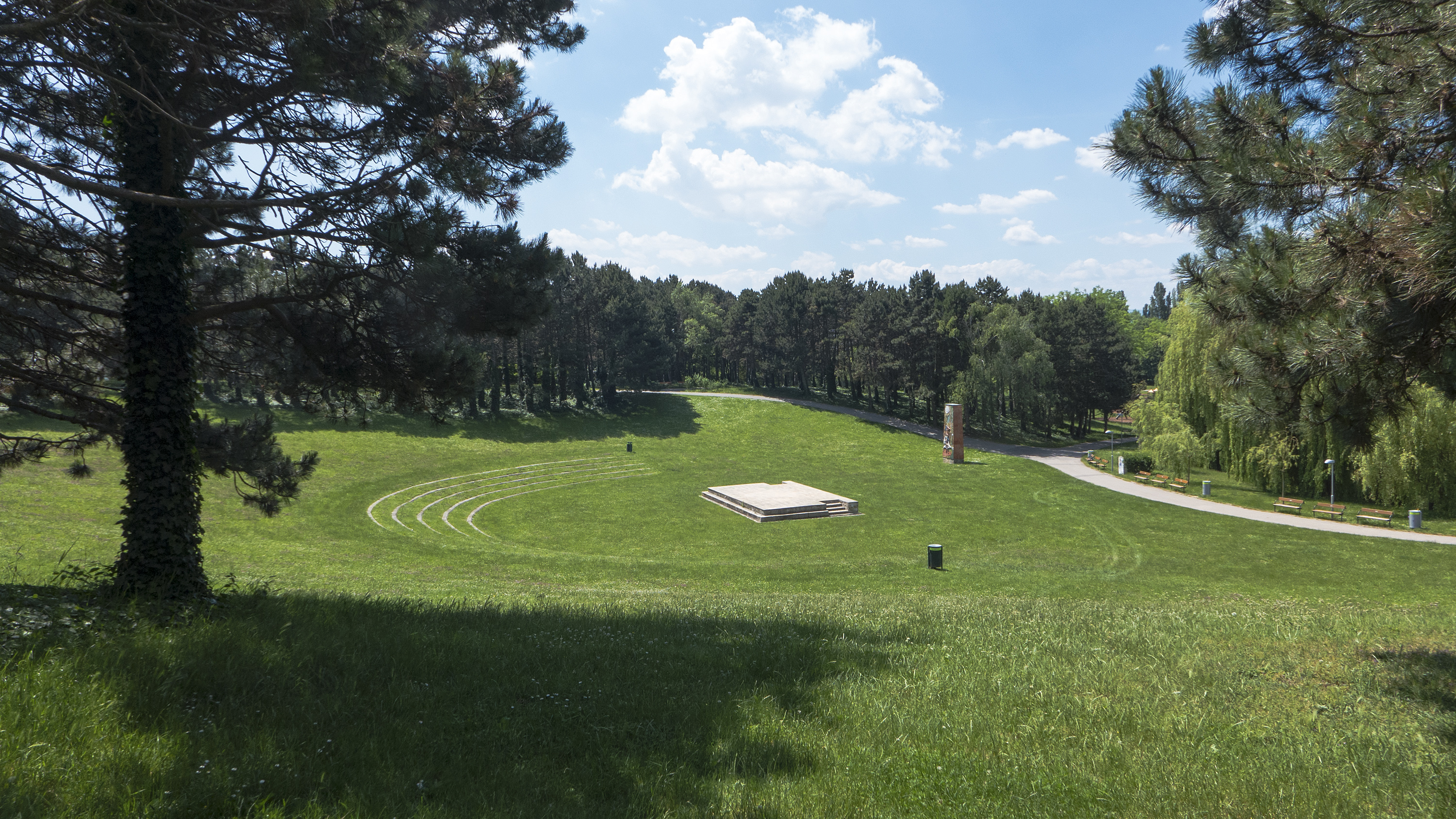
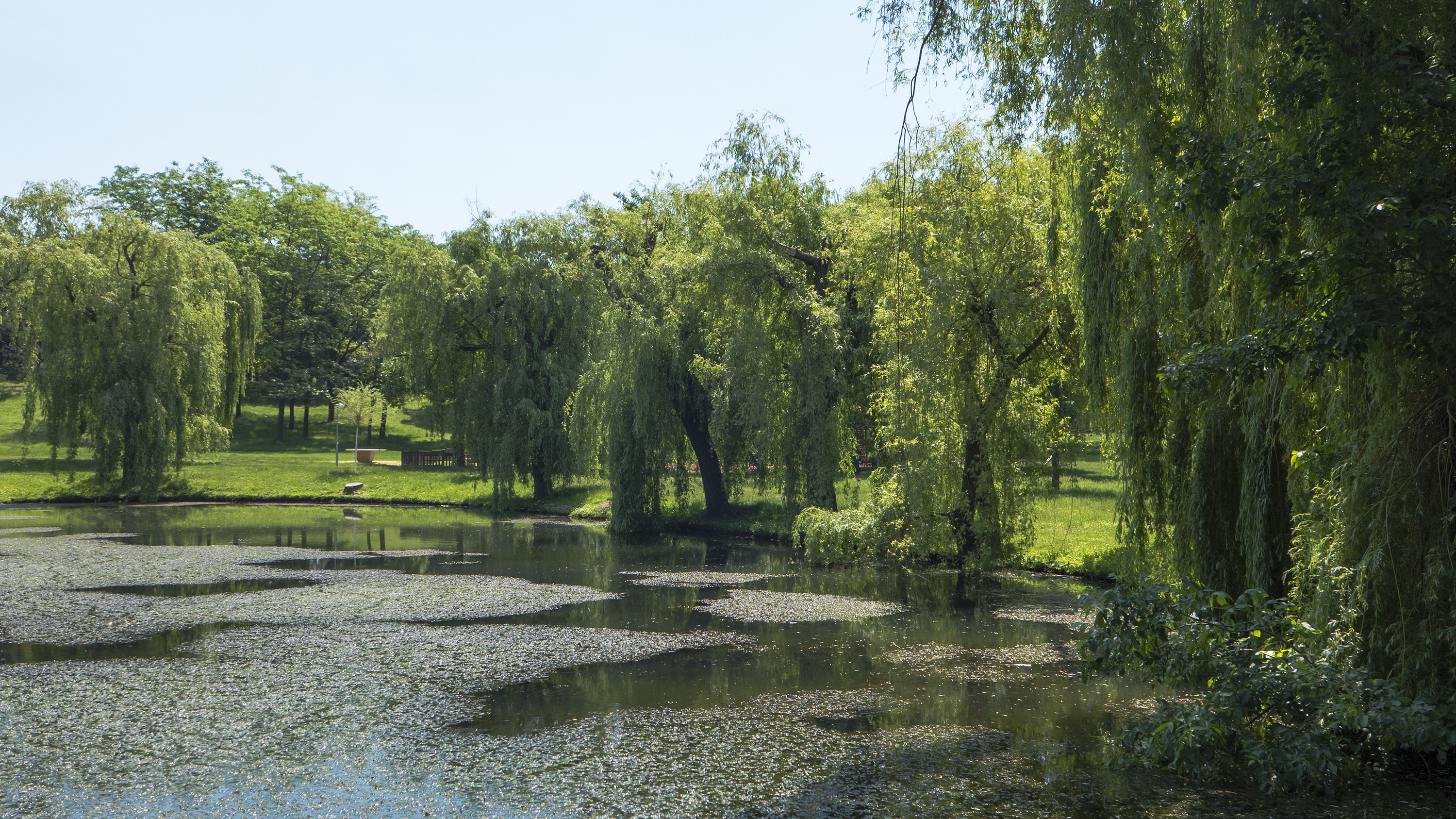
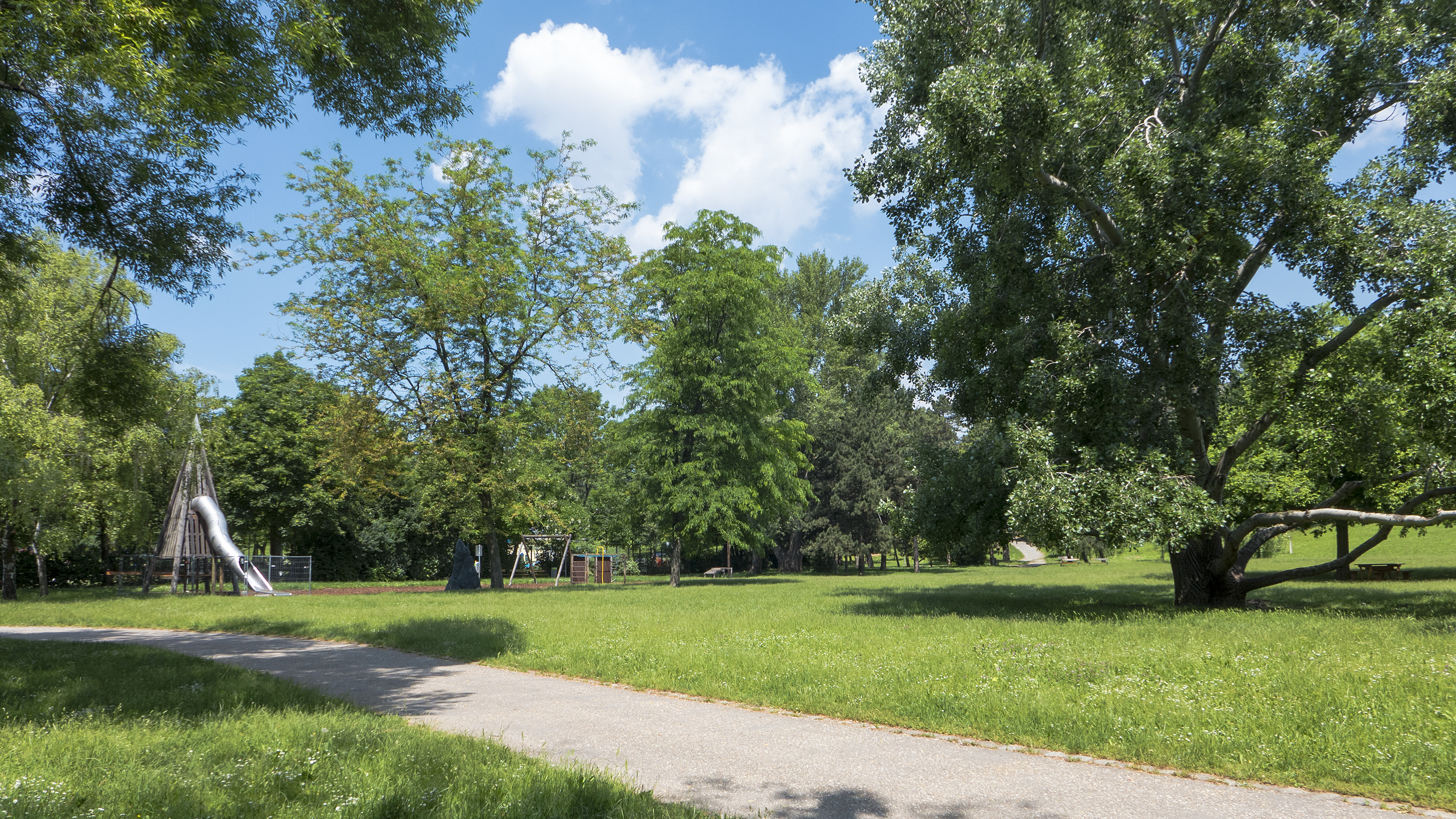
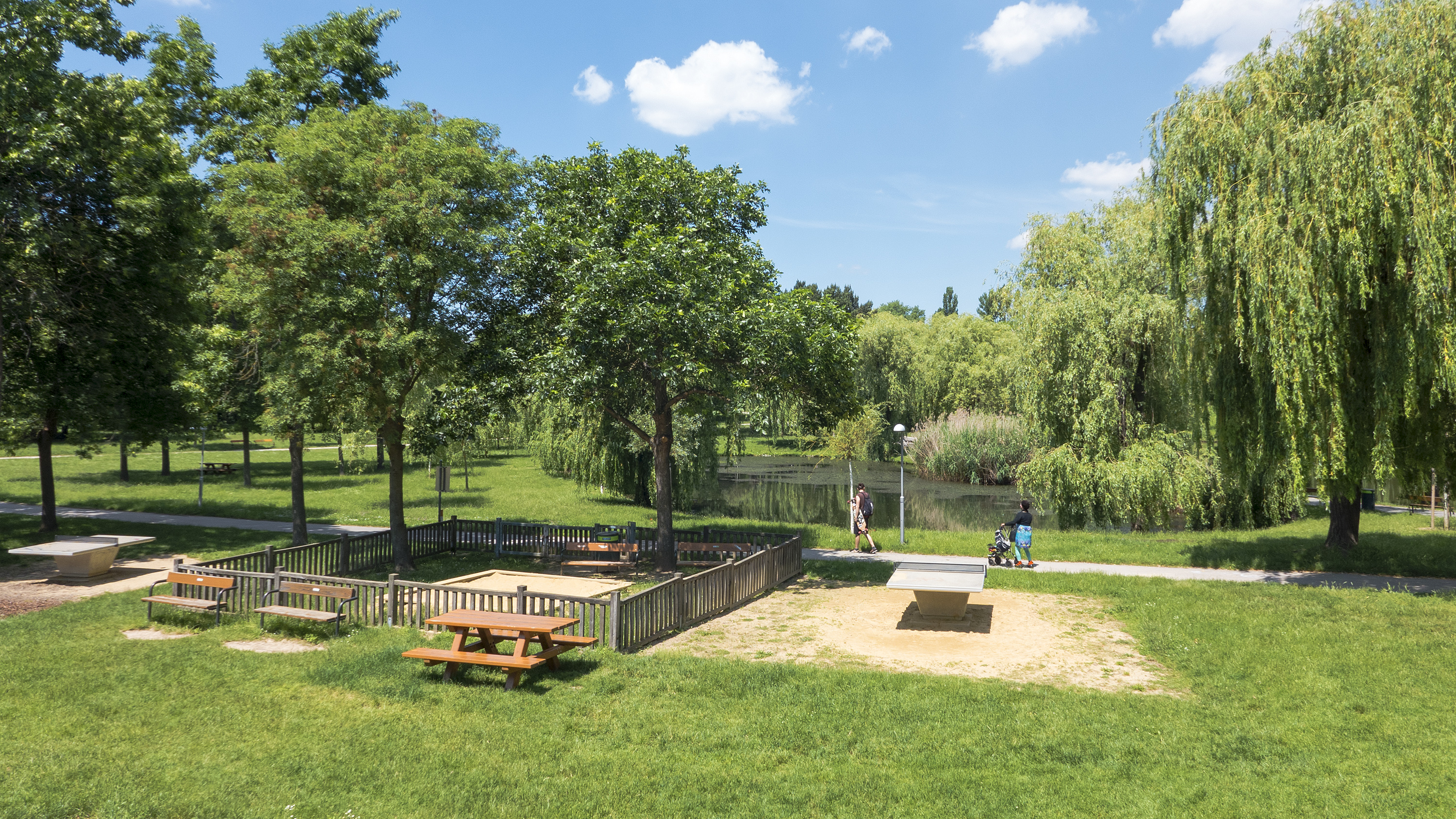
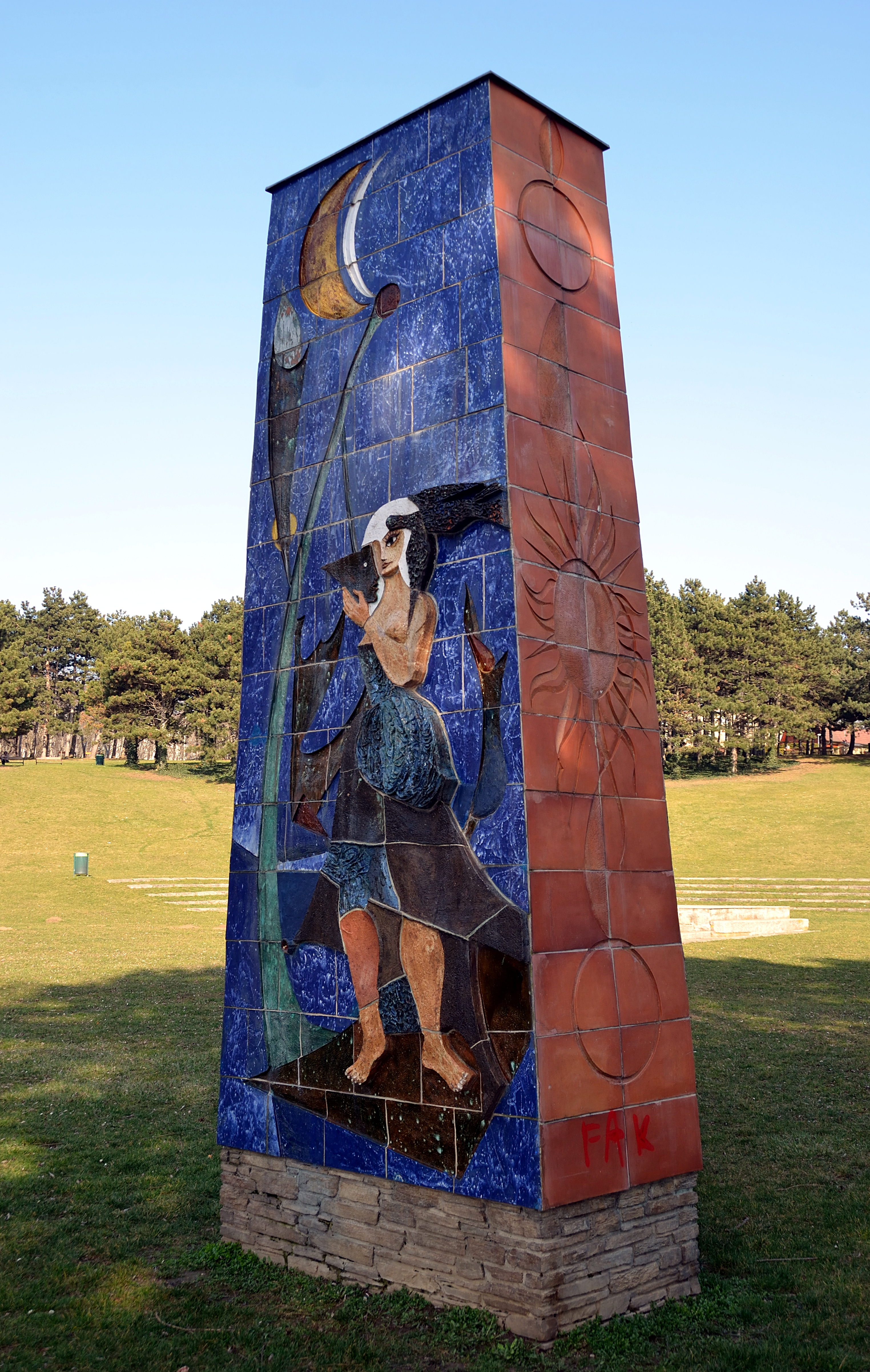
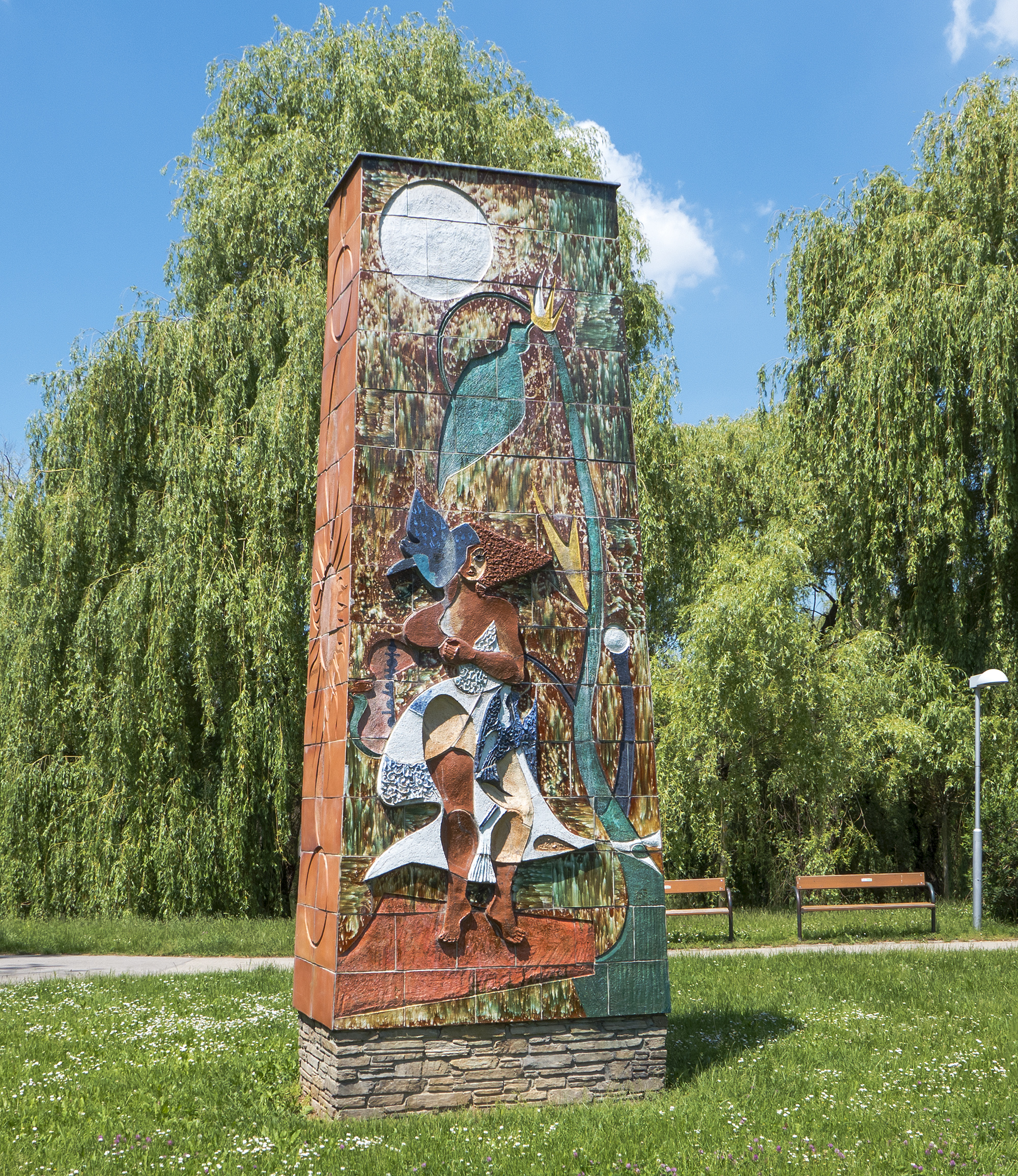

### Nr. 17–19: Rektoratskirche und Neulandschule
Gegenüber dem Volkspark in einiger Entfernung von der nördlichen Straßenseite liegen die Gebäude der Neulandschule Laaerberg und der Kirche. Die Kirche Unserer Lieben Frau vom Allerheiligsten Sakrament bildet eine Einheit mit den sie umgebenden ehemaligen Klostergebäuden und wurde von 1928 bis 1929 nach Plänen von Bruno Buchwieser senior erbaut. Der Südtiroler Eucharistiner Johann Nicolussi und der Pfarrer der Antonskirche Heinrich Hinner hatten die Gründung der Klosteranlage initiiert, von der aber nur der westliche Teil einer ursprünglich symmetrisch geplanten Anlage verwirklicht wurde. Bis 1947 war die Kirche Klosterkirche der Eucharistiner, von 1937 bis 1986 war sie die Pfarrkirche Laaer Berg. Es handelt sich um eine schlichte Saalkirche mit Apsis in neuromanischem Stil. Die Kanzel der Kirche wurde von einem taubstummen Laienbruder geschnitzt. Die Seitenaltäre sind rechts Unserer lieben Frau vom Allerheiligsten Sakrament und links dem Heiligen Josef geweiht. Eine Statute zeigt den Gründer der Kongregation, Pater Pierre Julien Eymard, mit der Monstranz in Händen. Seit 1947 befindet sich in den Klostergebäuden die Neulandschule, die am Standort eine Volksschule, Hauptschule und ein Gymnasium betreibt.

### Göppelkreuzkapelle
Vor der Schule direkt an der Straße liegt die gemauerte Göppelkreuzkapelle.

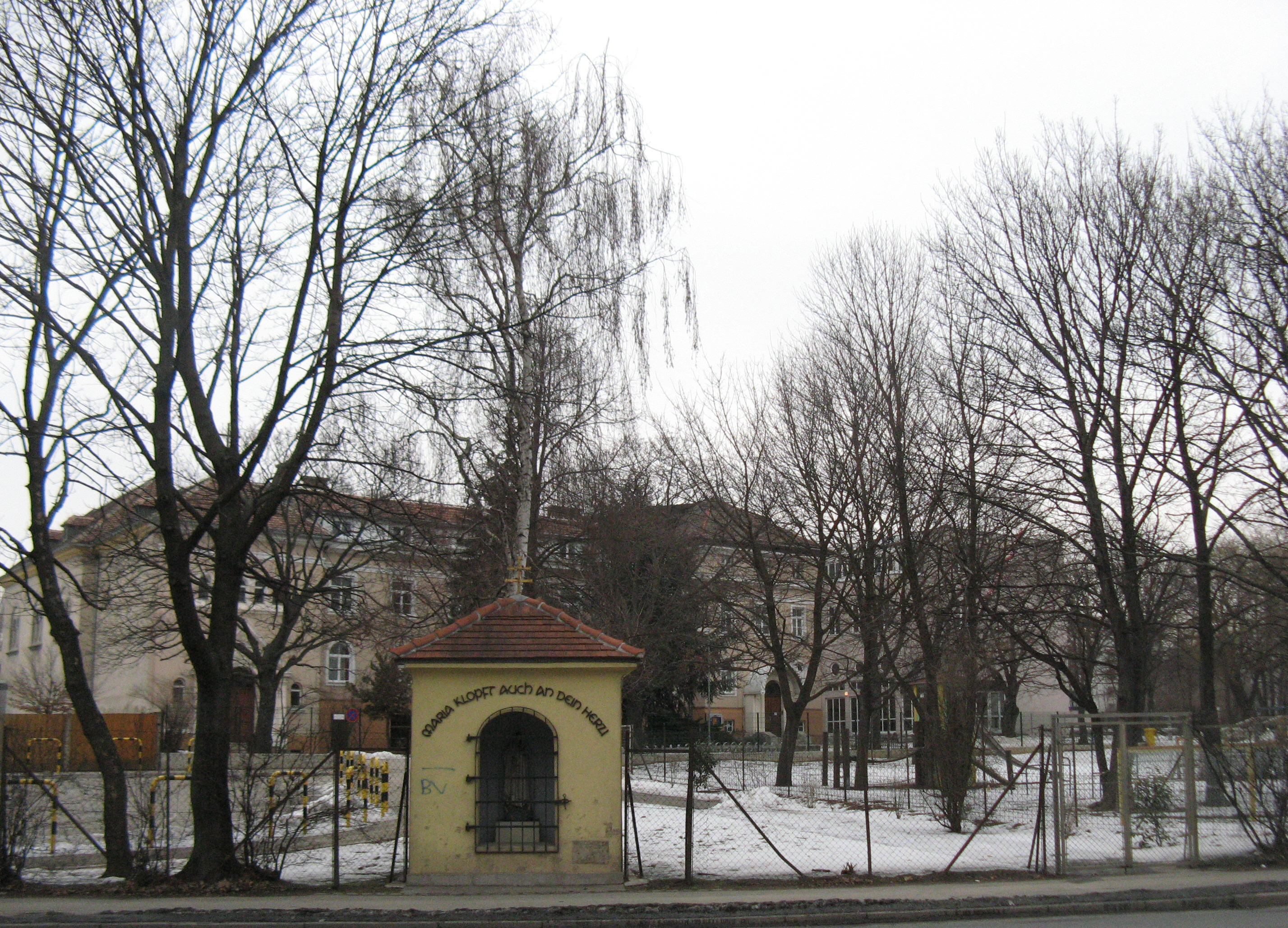
Göppelkreuz-Kapelle, dahinter Neulandschule
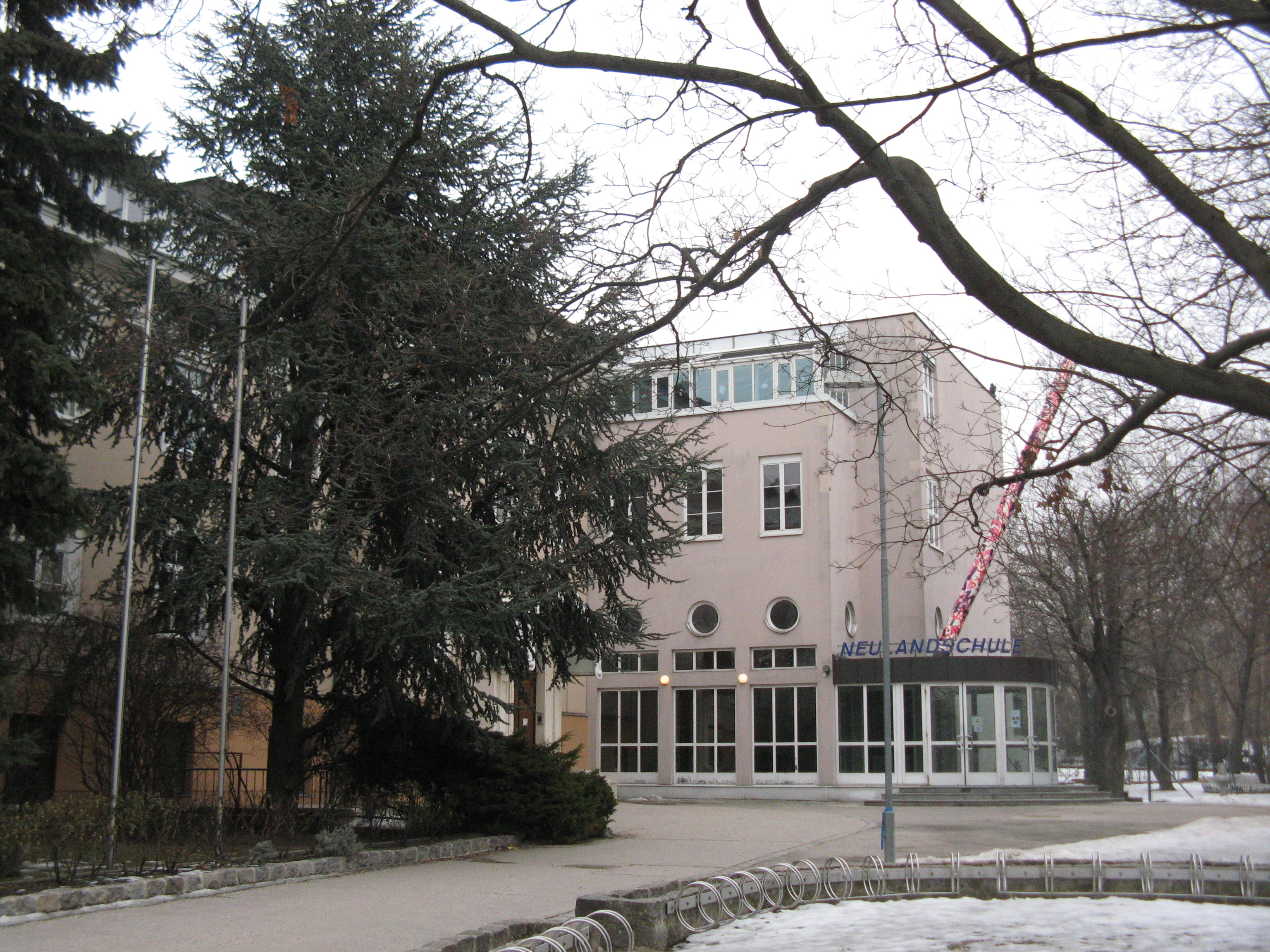
Neulandschule Laaerberg
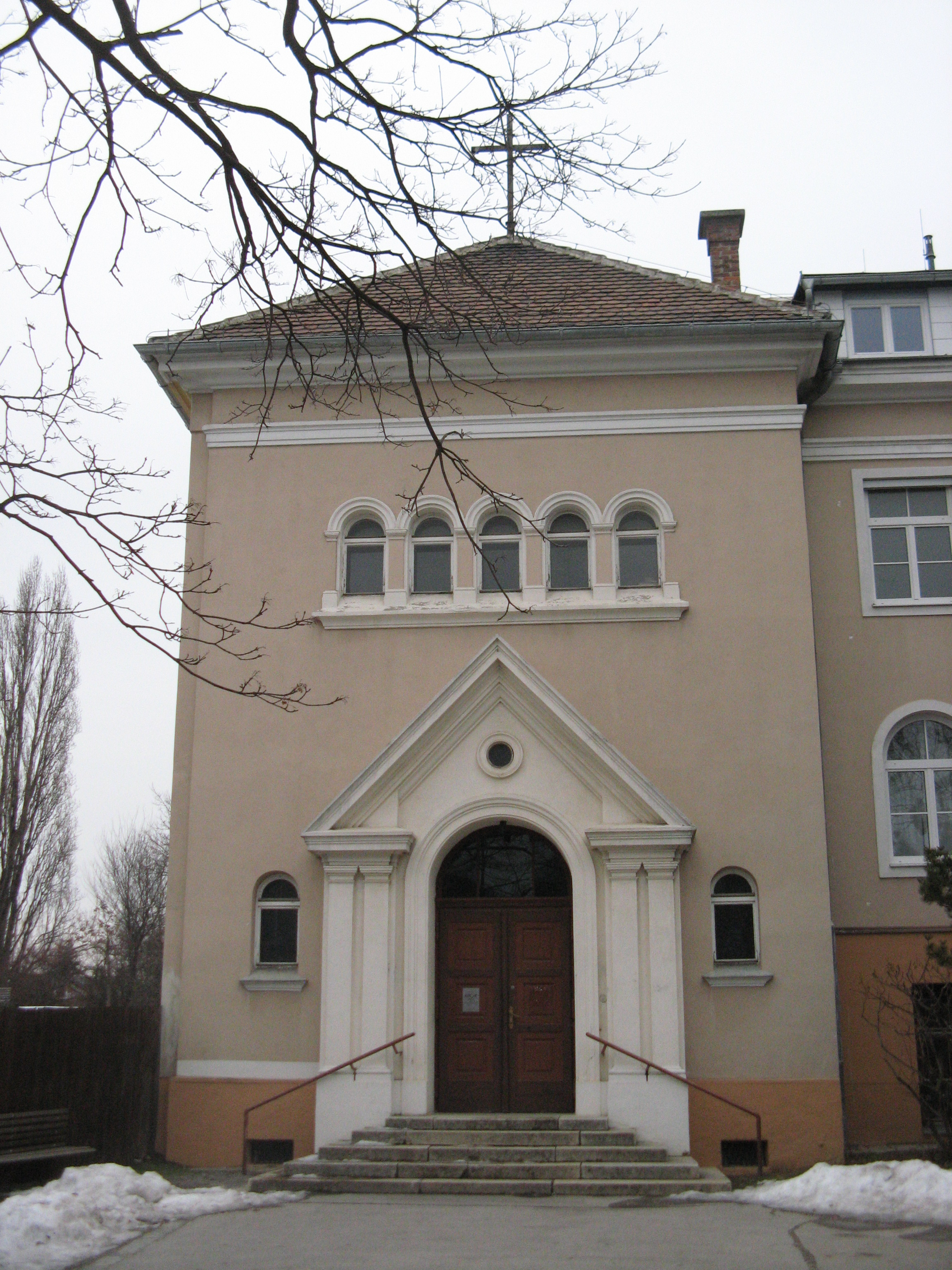
Portal der Kirche
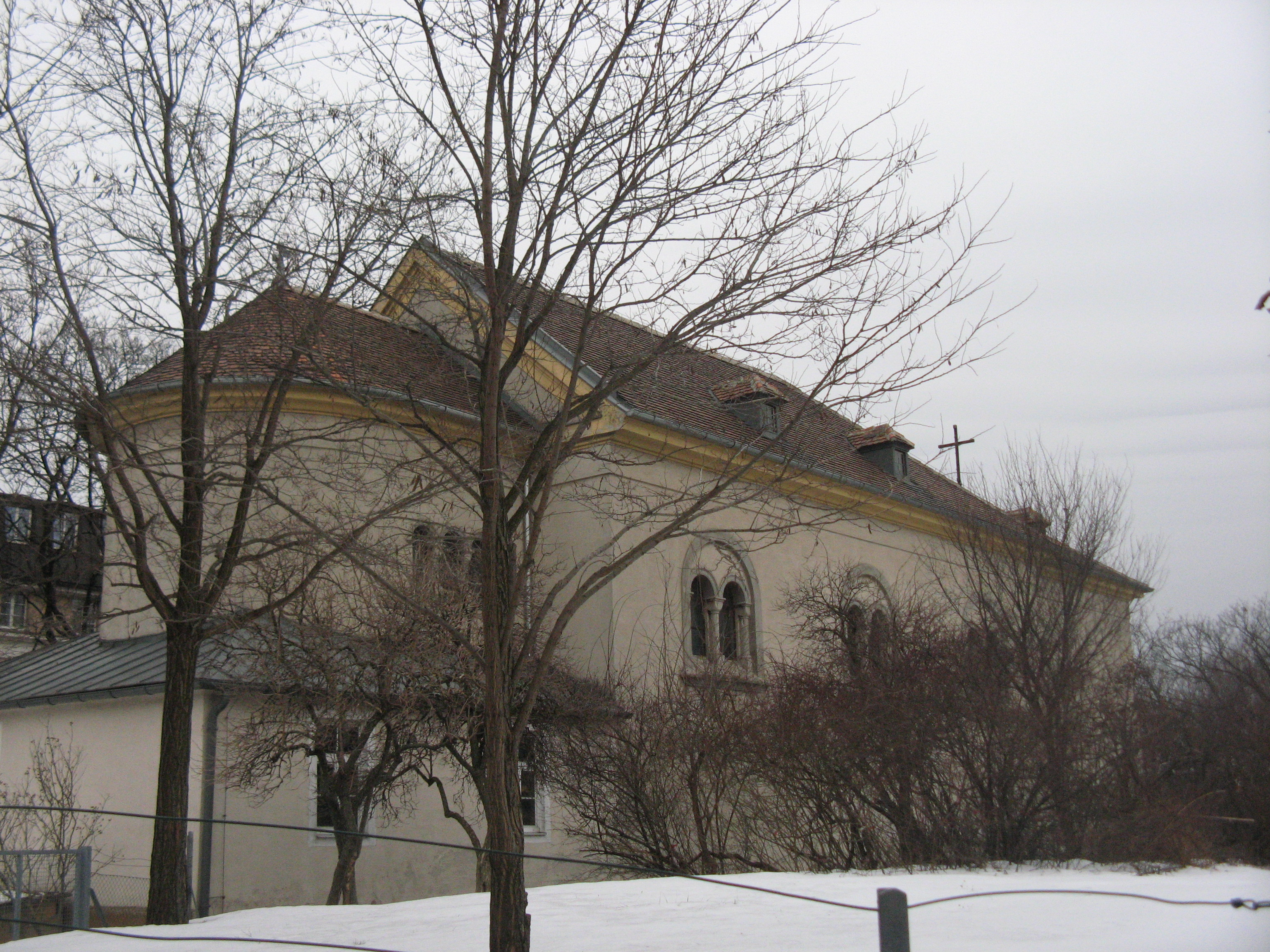
Kirche
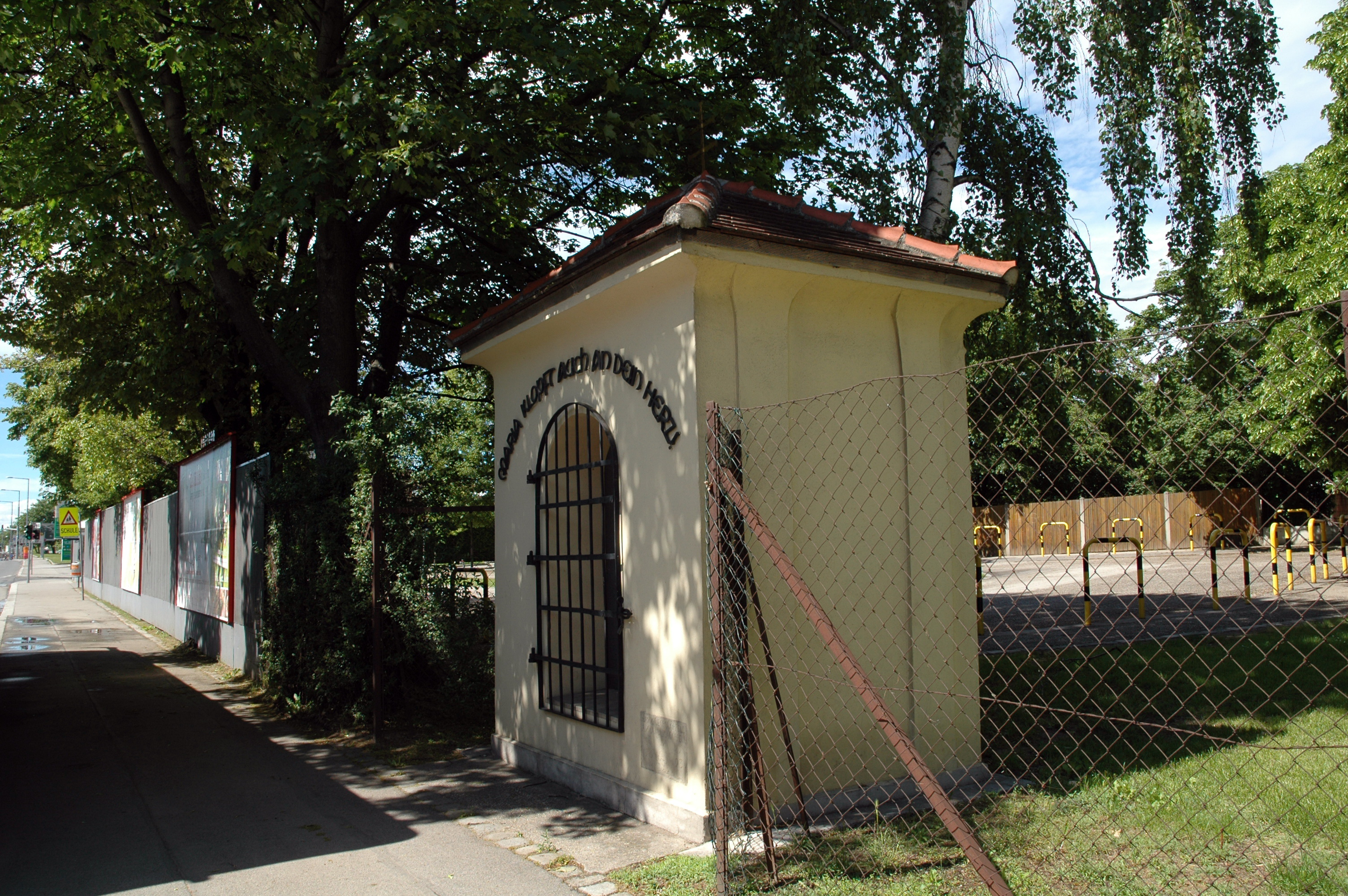
Lage der Kapelle an der Straße
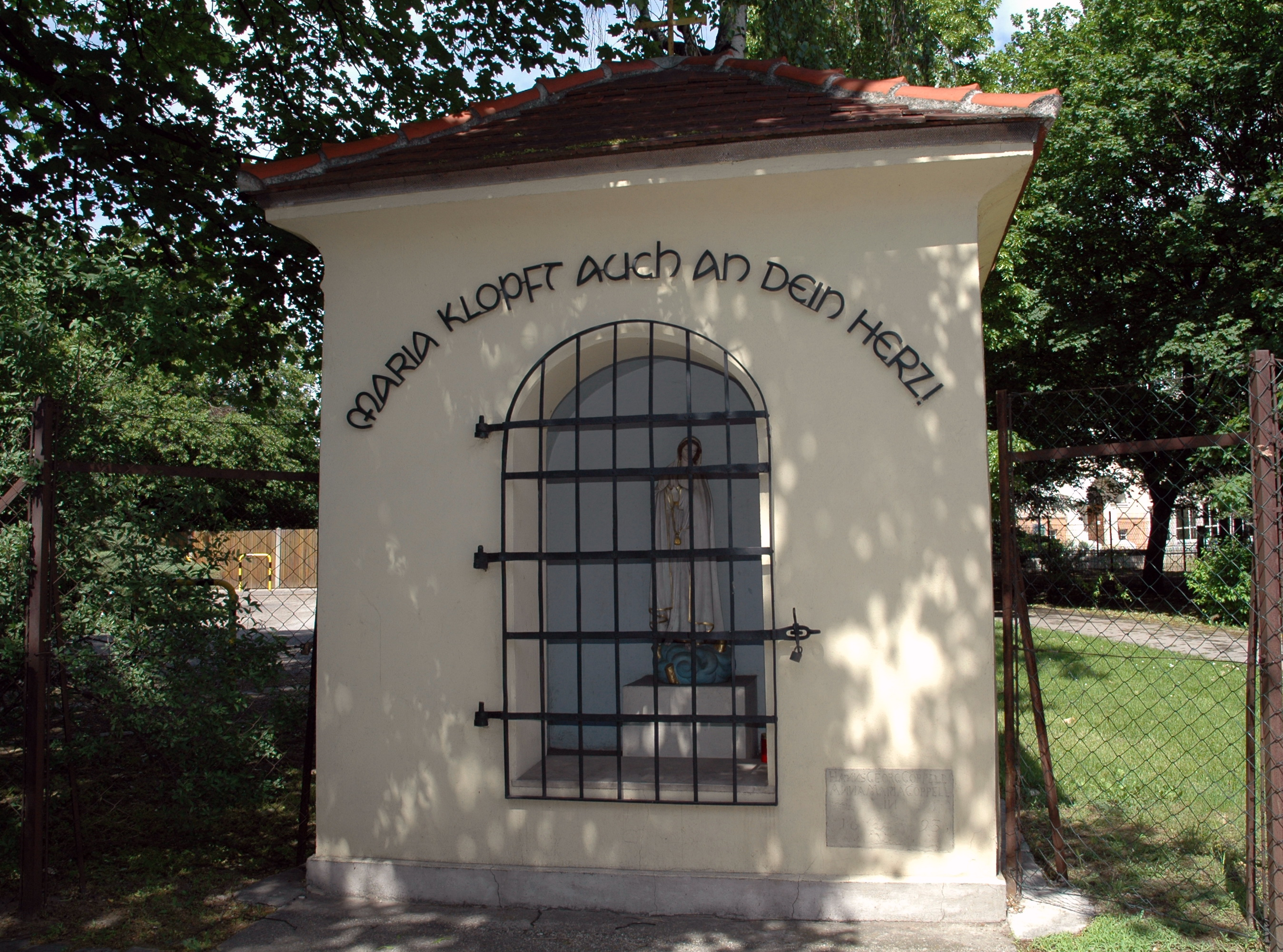
Köppelkreuz-Kapelle
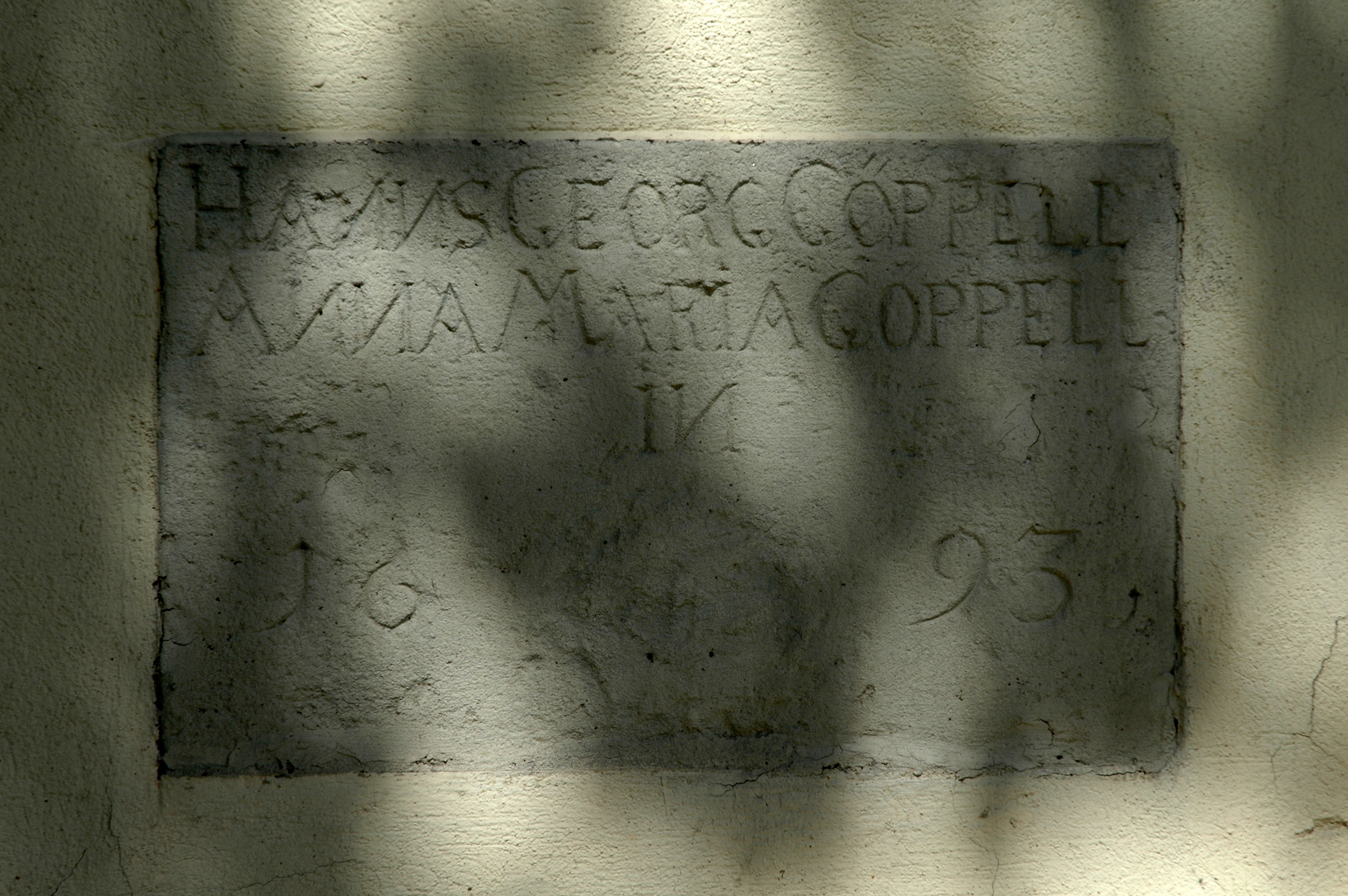
Widmungsinschrift der Kapelle
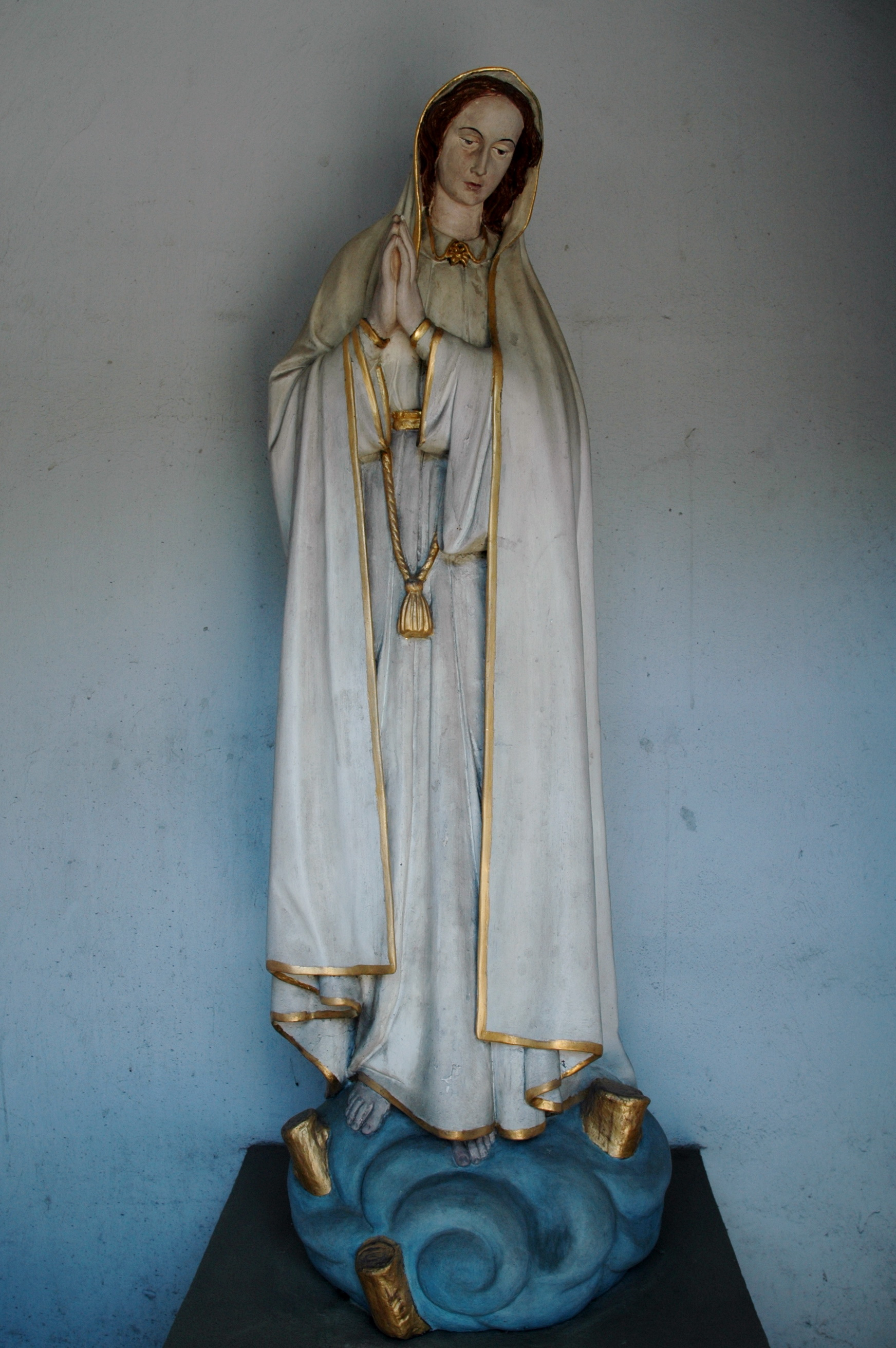
Marienstatue der Kapelle